# Puppet Masters – Bedrohung aus dem All
Puppet Masters – Bedrohung aus dem All ist ein US-amerikanischer Science-Fiction-Film aus dem Jahr 1994. Der Film basiert auf dem Buch Die Invasion von Robert A. Heinlein. Der Film startete am 18. Mai 1995 in den deutschen Kinos.

## Inhalt
Andrew Nivens und dessen Sohn Sam sollen zusammen mit einigen Mitarbeitern in der Stadt Ambrose nach einem angeblichen UFO suchen. Als sie ein Bewohner der Stadt attackiert, müssen sie diesen erschießen und entdecken dann einen Parasiten auf dessen Rücken. Dieser scheint die Kontrolle über den Körper übernommen zu haben. Es handelt sich um eine außerirdische Lebensform, welche sich zum Schrecken von Professor Niven und dessen Gefolge bereits vermehrt hat. Die gesamte Stadt scheint in die Hände der Invasoren zu fallen, indem sie alle Bewohner in Puppen verwandeln. 
Ihr Ziel ist die Weltherrschaft.

## Kritik
Prisma online: Robert A. Heinleins ("Starship Troopers") 1951 entstandener Roman gilt als Prototyp aller paranoiden Invasions-Geschichten. Regisseur Stuart Orme ("Die Bildhauerin") schuf daraus einen spannend inszenierten utopischen Gruselfilm ohne unnötige Ekeleffekte, dafür aber mit wohlkalkulierten Schockmomenten, mit denen die Regie auch ein wenig spielt. Filmkomponist Colin Towns sorgte zwischenzeitlich mit seiner Big Band "Mask Orchestra" für Furore unter Jazz-Fans.
Lexikon des internationalen Films: Reines Effekt-Kino, das nicht an die zahlreichen Genre-Vorbilder heranreicht und zudem durch die unreflektierte Adaption der Vorlage Fremdenfeindlichkeit schürt.

## Auszeichnungen
Der Film wurde 1995 für den Saturn Award in der Kategorie Bester Science-Fiction-Film nominiert, konnte den Preis allerdings nicht gewinnen.